# Eurysa carinata
Eurysa carinata är en insektsart som beskrevs av Melichar 1899. Eurysa carinata ingår i släktet Eurysa och familjen sporrstritar. Inga underarter finns listade i Catalogue of Life.